# Ciriaco (nombre)
Ciriaco o Ciríaco es un nombre masculino de origen griego en su variante en español. Proviene del griego Κυριακός, de κύριος (Señor), por lo que significa "señorial, perteneciente al Señor". Es equivalente al latino Dominico (Domingo). 
Ciriaco también es usado como apellido. 
Los santos Ciriaco y Paula se festejan el 18 de junio como patronos de la ciudad de Málaga (España).

## Santoral
- San Ciriaco Elías Chevara, presbítero, fundador de la Congregación de los Hermanos Carmelitas de María Inmaculada (f. 1871); celebrado el 3 de enero.
- san Quirico de Tréveris, presbítero (s. IV); celebrado el 6 de marzo.
- san Ciriaco de Atalia, mártir (s. II); celebrado el 2 de mayo, junto con los santos Hespero, Zoe y Teódulo.[1]
- san Ciriaco de Ancona, o Judas Ciriaco, mártir (s. III); celebrado el 4 de mayo.
- san Quirico de Tarso, mártir; celebrado el 16 de junio, junto con santa Julita.
- san Ciriaco de África, mártir (c. s. IV); celebrado el 18 de junio, junto con santa Paula.
- santa Ciriaca de Nicomedia, virgen y mártir (s. IV); celebrada el 6 de julio.
- san Ciriaco de Roma, mártir (s. IV); celebrado el 8 de agosto, junto con los santos Largo, Crescenciano, Memia, Juliana y Esmaragdo.
- santa Ciriaca de Roma (s. III/IV); celebrada el 21 de agosto.
- san Ciriaco de Ostia, mártir; celebrado el 23 de agosto, junto con san Arquelao.
- san Ciriaco de Buonvicino, abad (f. 1030); celebrado el 19 de septiembre.
- san Quiríaco de Palestina, anacoreta (f. 557); celebrado el 29 de septiembre.
- san Ciriaco de Hierápolis, mártir; celebrado el 24 de octubre, junto con san Claudiano.
- san Ciriaco de Eleuterópolis (f. 638); celebrado el 17 de diciembre, junto con cincuenta soldados.

## Variantes
- Ciríaco.
- Quirico.
- Quiríaco.
- Quirce.
- Femenino: Ciriaca/Ciríaca.

### Variantes en otros idiomas
| Variantes en otras lenguas | Variantes en otras lenguas |
| -------------------------- | -------------------------- |
| Español                    | Ciriaco, Quirico           |
| Alemán                     | Cyriacus, Cyriak, Quiricus |
| Asturiano                  | Ciriacu                    |
| Catalán                    | Ciríac, Quirze             |
| Checo                      | Cyriak                     |
| Euskera                    | Kuireka, Kirika            |
| Francés                    | Cyriaque                   |
| Gallego                    | Quirico, Quirás, Quirós    |
| Griego                     | Κυριάκος (Kyriákos)        |
| Holandés                   | Cyriacus                   |
| Húngaro                    | Cirják                     |
| Inglés                     | Cyriacus, Quiricus         |
| Italiano                   | Ciriaco, Quirico           |
| Latín                      | Cyriacus                   |
| Malayalam                  | Kuriakose                  |
| Polaco                     | Cyriak                     |
| Portugués                  | Ciriaco, Quirás, Quirós    |
| Rumano                     | Chiriac                    |
| Ruso                       | Кириак (Kiriak)            |

## Gente
- Ciriaco Sancha y Hervás
- Ciriaco Cuitiño